# Gerty Godden
Gerty Godden, auch Gerti Godden, Gerti von Reichenhall bzw. Gerty von Reichenhall,  (* 3. September 1905 in Berlin; gebürtig Rosina Hecht; † 4. August 1961 in München) war eine deutsche Sängerin, Schauspielerin und Kabarettistin.

## Leben und Wirken
Sie lernte 1934 den Schauspieler Rudi Godden kennen und trat gemeinsam mit ihm auf. 1935 waren beide Mitglieder des Kabaretts Die Acht Entfesselten. 1937 erfolgte die Eheschließung mit Rudi Godden, der bereits 1941 starb.
Nach dem Krieg stand sie wieder auf der Bühne und wirkte in einigen Filmen mit. Godden eröffnete einen Modesalon in München. Von ihr sind nur zwei Lieder auf Schellackplatten erhalten: Ich bin müde und Immer wenn es regnet (1942).

## Filmografie
- 1943: Ein Mann für meine Frau
- 1943: Gefährlicher Frühling
- 1953: Die Privatsekretärin
- 1953: Damenwahl
- 1954: Verliebt, verlobt, verheiratet (Kurzfilm)
- 1954: Mädchen mit dem Brokatmantel (Fernsehfilm)
- 1954: Roman eines Frauenarztes
- 1954: Große Star-Parade
- 1954: Alles für Dich mein Schatz
- 1955: Rosenmontag
- 1956: Wo die alten Wälder rauschen
- 1956: Meine Tante – deine Tante
- 1956: Kirschen in Nachbars Garten
- 1956: Das alte Försterhaus
- 1957: Weißer Holunder
- 1957: Heute blau und morgen blau